# Diaspidiotus xinjiangensis
Diaspidiotus xinjiangensis är en insektsart som beskrevs av Tang 1984. Diaspidiotus xinjiangensis ingår i släktet Diaspidiotus och familjen pansarsköldlöss. Inga underarter finns listade i Catalogue of Life.